# Озеро Радости
О́зеро Ра́дости (лат. Lacus Gaudii) — относительно небольшое лунное море, расположенное в центральной части видимой стороны Луны.
Селенографические координаты объекта — 16°12′ с. ш. 12°36′ в. д. / 16,2° с. ш. 12,6° в. д., диаметр составляет 113 км.
На территории озера расположены сателлитные кратеры Манилий Z (лат. Crater Manilius) и Менелай A (лат. Crater Menelaus). С севера расположены Гемские горы (лат. Montes Haemus), а с северо-востока простирается Море Ясности.